# Macrognathus semiocellatus
Macrognathus semiocellatus är en fiskart som beskrevs av Roberts, 1986. Macrognathus semiocellatus ingår i släktet Macrognathus och familjen Mastacembelidae. IUCN kategoriserar arten globalt som livskraftig. Inga underarter finns listade i Catalogue of Life.